# フリントシャー
フリントシャー （英語:Flintshire、ウェールズ語:Sir y Fflint）は、ウェールズ北東部のプリンシパル・エリア（州）。
現在のフリントシャーの行政エリアは、以前のカウンティクルイドが3つの小さなエリアに分割された1996年に誕生した。